# Godinhaços
Godinhaços is een plaats (freguesia) in de Portugese gemeente Vila Verde en telt 462 inwoners (2001).